# سوپرجام فوتبال ایتالیا ۲۰۰۳
سوپر جام فوتبال ایتالیا ۲۰۰۳ (انگلیسی: 2003 Supercoppa Italiana) شانزدهمین دورهٔ مسابقهٔ سوپر جام فوتبال ایتالیا بود که بین قهرمان سری آ و قهرمان جام حذفی فوتبال ایتالیا برگزار شد.
این دیدار در تاریخ ۳ اوت ۲۰۰۳ برگزار شد و یوونتوس به مقام قهرمانی دست یافت.

## تیم‌ها
- یوونتوس: قهرمان سری آ فصل ۰۳-۲۰۰۲
- آ.ث. میلان: قهرمان جام حذفی ایتالیا فصل ۰۳-۲۰۰۲